# エキサイトボクシング
エキサイトボクシング（Excite Boxing）は、テレビ朝日のボクシング中継の番組名、または同局が後援するプロボクシング興行の名称である。後援には朝日放送グループのスカイAや日刊スポーツなども加わっていた。

## 歴史・概要
テレビ朝日（開始当時は日本教育テレビ）は極東プロモーション代表を務めていた河原木宗勝が窓口としてマッチメイクに当たり、ヨネクラボクシングジム、角海老宝石ボクシングジムおよびワタナベボクシングジムに放送枠を斡旋していた。
1960年5月6日に『ゴールデンボクシング』として放送を開始。高山勝義（木村）ら人気ボクサーを輩出し、1964年7月10日まで続いた。放送時間は、1962年3月30日までは金曜 22:00 - 22:45 （日本標準時）だったが、同年4月6日からは2時間繰り上がって金曜 20:00 - 20:45 と、文字通りのゴールデンタイムでの放送となった。なお金曜22:00時代は江口証券（後の三洋証券）の一社提供だったが、金曜20:00時代は東洋醸造（現：旭化成）の一社提供に変更された。
1973年9月1日には、「NETテレビ開局15周年記念」と銘打った日本初開催の世界ヘビー級タイトルマッチ（ジョージ・フォアマン vs ジョー・キング (ホセ) ・ローマン戦）を放送するなど、同局はプロボクシングに力を入れており、特にヨネクラジムとは関係が深く、同ジムが主催する月に1度の定期興行を後楽園ホールから中継していた。
1974年4月28日に行われた東洋フェザー級タイトルマッチ・歌川善介（勝又） vs ロメオ・トマガン（ フィリピン）戦より、『エキサイトボクシング』の番組名での放送を開始、NETテレビ → テレビ朝日の日曜午後のスポーツ番組『ビッグスポーツ』で不定期放送された。
エキサイトボクシングスペシャルとして、モハメド・アリvsジョージ・フォアマン（1974年10月30日、キンシャサの奇跡）、モハメド・アリvsチャック・ウェプナー（1975年3月24日、リッチフィールド）など、モハメド・アリの世界ヘビー級タイトルマッチを衛星生中継した。
1980年代以降は放送時間が深夜帯へと移っていたが、『トゥナイト』の放送枠を間借りする形での放送だったことから、世界タイトルマッチ以外の当時のボクシング中継としては珍しく、テレビ朝日系列の一部地方局にもネットされていた。世界タイトルマッチは主に『水曜スペシャル』などの単発特別番組枠を利用して放送していた。飯田覚士（緑）の後楽園ホールでの唯一度の試合（ファントム・オザワ（北陸石丸）にKO勝ち）や、山口圭司が新日本木村所属選手として唯一日本国内で行った試合（有永政幸（関）にKO負け）も同番組で放送された。
系列局である名古屋テレビも、『Nagoya TV Excite Boxing』のタイトルで地元開催試合をローカル中継していたことがある。
しかし、ヨネクラジムから川島郭志以降看板チャンピオンも出ず、松本好二も世界タイトル獲得に失敗、星野敬太郎（花形）も一時的な引退状態となり（形式的には日本ボクシングコミッションに引退届未提出）、さらには2000年の河原木の死去も加わり、ボクシング中継を縮小。2001年から隔月、そして不定期放送になっていった。
なお、（現時点で）テレビ朝日が最後に放送した世界タイトルマッチは、2002年10月10日のWBA世界ミドル級タイトルマッチ「ウイリアム・ジョッピー vs 保住直孝」戦（ジョッピーの10回TKO勝ち）。
2003年7月16日の金山俊治 vs 呉炳哲（ 韓国）の東洋太平洋スーパーウェルター級王座決定戦を最後に、番組を休止したまま打ち切り。民放テレビキー局によるボクシング中継撤退はこれが初となった。
地上波のレギュラー放送は終了したが、スカイ・A（2006年10月よりスカイ・A sports+）が放映を引き継ぎ、興行はかつらメーカーのスヴェンソンなどが後援かつ冠スポンサーとなり、「（後援スポンサー名） エキサイトボクシング」として行われていた。ヨネクラ主催興行は「ヨネクラドリーム」のサブタイトル付きで行われ、スカイ・Aでの放送後に動画配信サービスGyaOにてアーカイブ配信されていた。
一方、エキサイトボクシングで放送された角海老、ワタナベ、花形、大橋ジムなどの主催興行はスカイAにて自主プロモート興行を中継する一方、帝拳プロモーションを窓口として日本テレビ（後に日テレジータスで放送）「ダイナミックグローブ」、世界タイトルマッチはテレビ東京系「ノックアウトボクシング」で放送されていた。その後大橋については2013年にフジテレビ系列に事実上移籍し、現在は「FUJI BOXING」で放送されている（2021年よりLemino（旧dTV）「Lemino BOXING」と隔月交代）。また、2017年のテレビ東京の中継打ち切り後はワタナベもTBS系「ガッツファイティング」を経て現在は「DANGAN」との提携によりBOXING RAISEで配信。
2016年10月17日に行われた松本晋太郎 vs ジェイド・ミッチェルの東洋太平洋スーパーミドル級タイトルマッチを最後に同年限りでスカイA（同年よりスカイ・A sports+から改称）がボクシング中継から撤退し、翌2017年にはヨネクラジムも閉鎖されたためエキサイトボクシングも完全終了した。
2016年6月20日未明（19日深夜）に放送された「GET SPORTS」において、WBC女子世界ミニフライ級王者黒木優子に密着したドキュメンタリーとしてノル・グロ戦のダイジェストも流され、テレビ朝日地上波において久方ぶりにプロボクシングの映像が放送された。
地上波放送打ち切りと前後して開始されたテレ朝チャンネルではアーカイブも含めて放送されていなかったが、2019年12月8日に行われた2020年東京オリンピック女子日本代表選考会（フェザー級の晝田瑞希 vs 入江聖奈他）の模様がテレ朝チャンネル2にて生中継された。
現在はテレビ朝日も共同出資者として関与するABEMAにおいてボクシング中継が配信されており、「GET SPORTS」にてABEMA中継試合に出場する選手のドキュメンタリーが適宜放送されることもある。

## 解説者
- 沼田義明
- 花形進
- 大橋秀行
- 鬼頭鎮三（きとう・しげみ、朝日新聞社のスポーツ記者・ボクシングライター）

## 実況アナウンサー
- 舟橋慶一
- 銅谷志朗
- 三好康之
- 石橋幸治
- 渡辺宜嗣
- 森下桂吉
- 田原浩史
- 松苗慎一郎
- 大熊英司
- 角澤照治
- 飯村真一
- 富川悠太